# شراکت
شراکت (به انگلیسی: Partnership) قراردادی است که طی آن طرفین جهت پیشبرد منافع مشترک خود با هم همکاری خواهند داشت.
مشارکت یا شراکت توافقی است که در آن طرفین که به عنوان شرکای کاری شناخته می شوند، توافق می کنند برای پیشبرد منافع متقابل خود همکاری کنند. شرکای یک مشارکت ممکن است افراد، مشاغل، سازمان ها، مدارس، دولت ها و غیره باشند. سازمان‌ها ممکن است برای افزایش احتمال دستیابی هر یک به هدف خود شریک شوند.

## جستار های وابسته
- شرکت سهامی خاص
- شرکت سهامی عام
- شرکت تعاونی
- شرکت با مسئولیت محدود

1. ↑  "Partnership". Wikipedia (به انگلیسی). 2023-06-26.